# Тамаруго білобровий

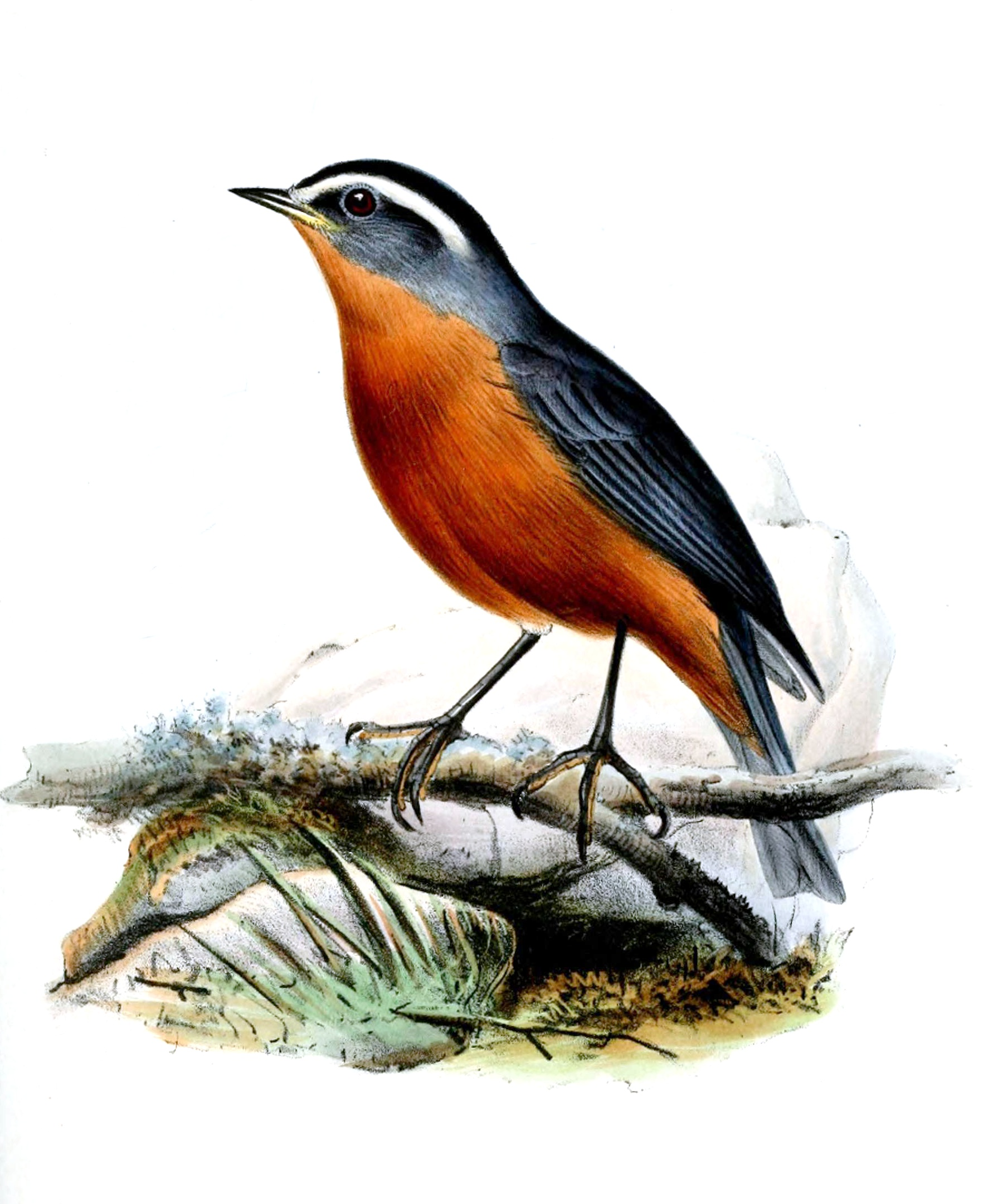
Білобровий тамаруго

Тамару́го білобровий (Conirostrum ferrugineiventre) — вид горобцеподібних птахів родини саякових (Thraupidae). Мешкає в Перу і Болівії.

## Поширення і екологія
Білоброві тамаруго мешкають на східних схилах Анд в Перу (на південь від Сан-Мартіна) та в Болівії (західного Санта-Крусу). Вони живуть у вологих гірських тропічних лісах, у високогірних чагарникових заростях та на гірських луках. Зустрічаються на висоті від 3000 до 3600 м над рівнем моря.